# Volksgezondheid Toekomst Verkenning
De Volksgezondheid Toekomst Verkenning (VTV) is een vierjaarlijkse rapportage van het Rijksinstituut voor Volksgezondheid en Milieu. Het geeft inzicht in de belangrijkste toekomstige maatschappelijke opgaven voor Nederland op het gebied van ziekte en gezondheid, gezondheidsdeterminanten, preventie en de gezondheidszorg in Nederland. De VTV biedt wetenschappelijk onderbouwde en beleidsrelevante informatie. Om dit te borgen, werkt het VTV projectteam nauw samen met vertegenwoordigers van beleid, praktijk en onderzoek op het gebied van volksgezondheid en zorg. 
De VTV is een product van het Rijksinstituut voor Volksgezondheid en Milieu (RIVM) in opdracht van het Ministerie van Volksgezondheid, Welzijn en Sport. Naast de VTV maakt het RIVM nog andere producten over de toestand van volksgezondheid en zorg in Nederland, waaronder de Staat van Volksgezondheid en Zorg en Volksgezondheidenzorg.info.

## Rapporten
De VTV verschijnt iedere vier jaar. De eerste uitgave is van 1993. Inmiddels zijn er zeven VTV's verschenen:
- De gezondheidstoestand van de Nederlandse bevolking in de periode 1950-2010 (1993)
- De som der delen (1997)
- Gezondheid op koers? (2002)
- Zorg voor gezondheid (2006)
- Van gezond naar beter (2010)[1]
- Een gezonder Nederland (2014)[2]
- Een gezond vooruitzicht (2018)[3]

## Regionale VTV
In navolging van de landelijke VTV hebben tien ggd’en een regionale Volksgezondheid Toekomst Verkenning gepubliceerd. De rVTV geeft een overzicht van de gezondheid van de bevolking in de regio en onderstreept daarbij de verschillen met de Nederlandse volksgezondheid. De rVTV geeft lokale bestuurders handvatten voor een gezond gezondheidsbeleid in de regio.